# Pinacolonă
Pinacolona (IUPAC: 3,3-dimetil-2-butanonă) este o cetonă asimetrică.

## Obținere
Pinacolona este produsă în urma unei reacții specifice, cunoscute sub denumirea de transpoziție pinacolică, ce are loc în urma protonării pinacolului (2,3-dimetilbutan-2,3-diol).

## Proprietăți
Este oxidată la acid pivalic, cu acid cromic:

Reacția de Transpoziție pinacolică și oxidarea pincolonei la acid pivalic